# Sable Islandponny
Sable Islandponnyn är en vild ponnyras, som finns på ön Sable Island utanför Nova Scotia i Kanada. Sable Island liknar mest en sandbank och ponnyerna har levt halvvilda på ön i över 400 år, med ont om bete vilket gjort dem härdiga och tåliga.

## Historia
En populär legend berättar att hästarna kom dit med spanska kolonisatörer under 1500-1600-talet och att de simmade iland från skepp som förlist vid kusten, detta har dock inget stöd i historiska dokument eller i hästarnas genetik. Det är mer troligt att hästarna medvetet tagits till ön av engelsmän under 1700-talet.  Det hårda klimatet och dåliga betet på ön gjorde att hästarna utvecklades genetiskt och avkommorna blev mindre. Man tror att hästarna har släktskap med franska hästar.  

Idag varierar antalet ponnyer på ön mellan 200 och 350 och den genetiska varianten finns nästan enbart på ön.

## Egenskaper

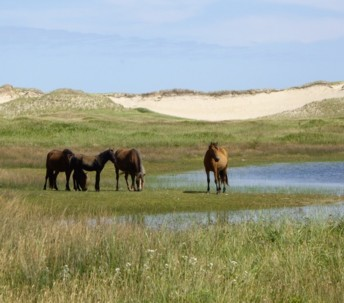
Sable Islandponnyerna lever halvvilt på Sable Island som har ont om bra bete, vilket gjort ponyerna sega och härdiga.

Sable Islandponnyn har en ganska klen exteriör med stort huvud, svaga bakben och ibland dåligt musklad kropp. Ponnyn är egentligen mindre än den borde vara på grund av klimatet och vädret som har gjort den tåligare och härdig. 
Då ponnyn växer upp utan tillsyn kan utseende och karaktär variera ganska rejält men gemensamt för rasen är lågt satta svansar och mörka färger som fux, brun och svart. Vita tecken existerar knappt hos rasen. Ponnyerna har lärt sig att överleva i riktigt extremt väder och under riktigt kalla dagar kan ledarstoet samla ihop hjorden så att de står tätt tillsammans för att hålla värmen. Ponnyerna klarar sig på magert bete och är naturligt sunda och starka.